# Eupithecia fulgurata
Eupithecia fulgurata är en fjärilsart som beskrevs av András Vojnits 1982. Eupithecia fulgurata ingår i släktet Eupithecia och familjen mätare. Inga underarter finns listade i Catalogue of Life.